# Festival international de piano de La Roque d'Anthéron
 (janvier 2024).
L'article doit être relu — et modifié si nécessaire — par des contributeurs indépendants pour apporter un regard critique aux contributions effectuées en violation des conditions d'utilisation de Wikipédia, tant sur la forme (notamment concernant le style encyclopédique, la proportionnalité) que sur le fond (la neutralité de point de vue, la qualité et l'indépendance des sources).
 (août 2023).
Le Festival International de Piano de La Roque d‘Anthéron est un festival annuel, cofondé en juin 1981 par Paul Onoratini (1920-2010) et René Martin. C’est l’un des plus grands et prestigieux rendez-vous pianistiques au monde, proposant une expérience musicale inédite au cœur de la nature. 
Chaque été, entre les mois de juillet et août, le Festival se tient à ciel ouvert, dans le Parc du Château de Florans. Ainsi, le Festival s’est hissé à la hauteur des plus prestigieux rendez-vous musicaux en Europe et il a acquis le surnom de « Mecque du piano »,. Outre les représentations de musique classique, le Festival intègre des créations contemporaines, des concerts de jazz et ponctuellement de musique électronique. Le Festival organise aussi des Masters Classes, pour promouvoir une nouvelle génération d’artistes. Chaque année, de jeunes musiciens issus des grands conservatoires nationaux, sont invités. Ils côtoient des professionnels de renom pour bénéficier de leurs conseils et de leur expérience durant une semaine de résidence.
Aussi, tous les étés depuis 1998, le Département des Bouches-du-Rhône et le Festival organisent le programme "Sur les routes de Provence", tournée de concerts gratuits dans les villes et villages du département.

## Historique

### Naissance du projet
Paul Onoratini, très intéressé par la vie locale, est élu maire de la commune de La Roque d’Anthéron en 1959 pour le rester jusqu’en 1989. En 1971, avec l'aide de son fils Bernard, architecte d'intérieur féru de piano, il lance « Musique à Silvacane », un ensemble de sept concerts annuels. Par la suite, la DRAC (Direction Régionale de l'Action Culturelle) de la région Provence-Alpes-Côte d’Azur met en relation Paul Onoratini et René Martin dont l'ambition est de créer un Festival de piano à Aix ou dans ses environs. La découverte du Parc de Florans par ce dernier, éveille en lui l’idée du Festival et Paul Onoratini est enthousiasmé par le projet. Le premier Festival verra le jour en 1981, sur l'unique scène du Parc du Château de Florans et 9 000 spectateurs vinrent assister aux 12 concerts programmés. Dès le départ, le Festival accueille des interprètes prestigieux tels que Youri Egorov, Vlado Perlemuter, Martha Argerich ou encore Krystian Zimerman.

### Direction du Festival
Le Festival est le fruit d’une collaboration continue entre le directeur artistique René Martin et la famille Onoratini. Les premières décennies sont marquées de l’empreinte de Paul Onoratini, décédé en janvier 2010. En 2007, son fils Jean-Pierre Onoratini, reprend le flambeau de la Présidence du Festival, épaulé par son frère Michel Onoratini, assurant le poste de vice-président délégué. En 2014, ce dernier devient Président à son tour. Fin 2016, Jean-Pierre Onoratini occupe à nouveau la fonction de Président avec à ses côtés sa sœur Marie-Claude Alcaraz, déjà impliquée depuis plusieurs années dans le Conseil d'Administration de l'association, elle devient alors Vice-présidente déléguée. En juin 2023, le Parc du Château de Florans est transmis à un Fonds de dotation pour assurer la pérennité et le développement du Festival. Jean-Louis Blanc devient alors Président de l’association et Marie-Claude Alcaraz demeure Vice-présidente déléguée. 

## Artistes

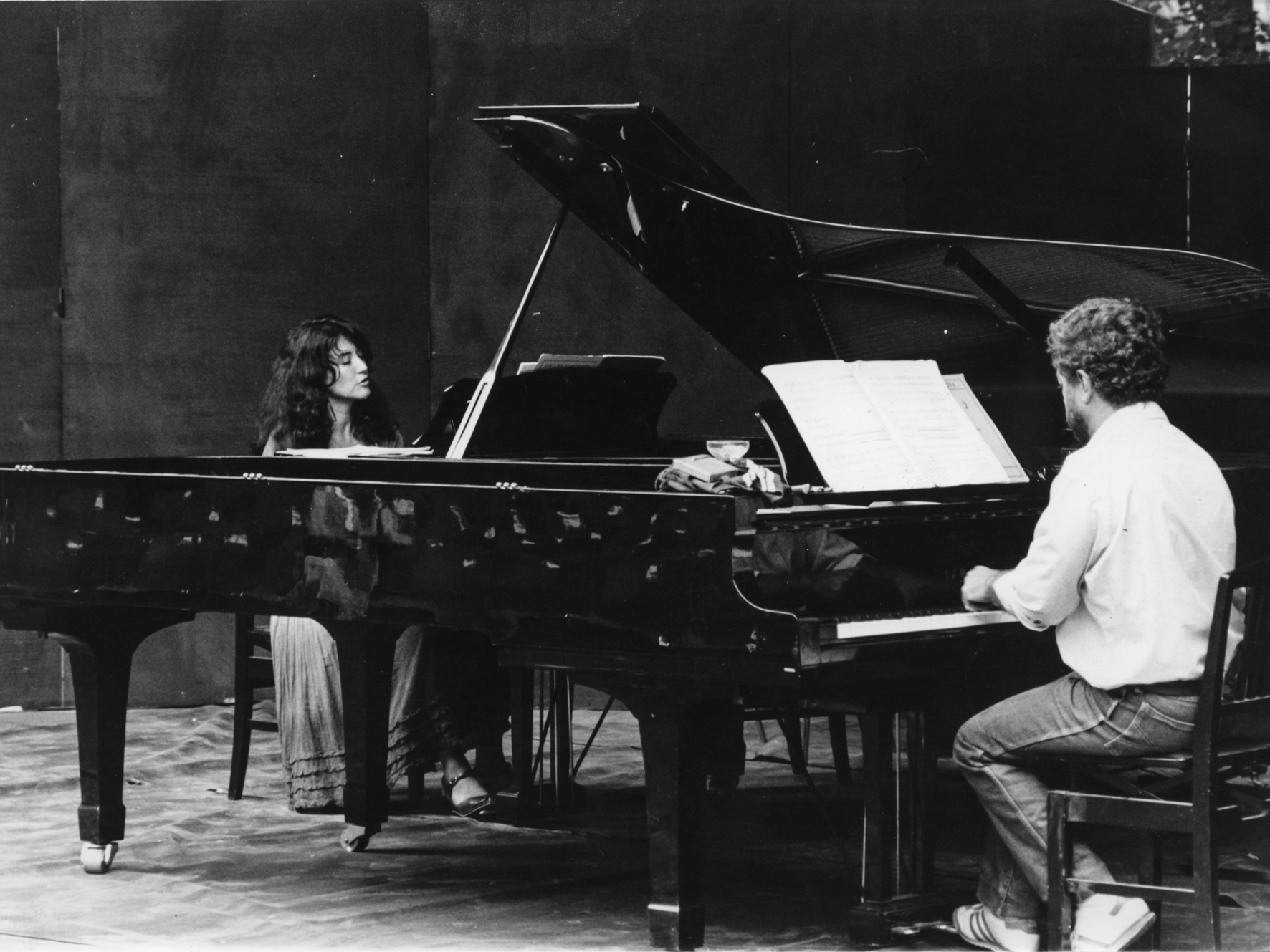
Martha Argerich, Neilson Freire

Le Festival est le lieu de rencontre de tous les talents pianistiques, rassemblant aussi bien les jeunes talents que ceux dont la renommée n'est plus à faire. Depuis 1981, plus de 700 pianistes ont été invités et 2500 concerts ont été donnés.

### Pianistes
Parmi les artistes invités : Martha Argerich, Nelson Freire, Boris Berezovsky, Youri Egorov, Ievgueni Kissine, Zhu Xiao-Mei, François-Frédéric Guy, Claire Désert, Nikolaï Luganski, Brigitte Engerer, Arcadi Volodos, Anne Queffélec, Katia et Marielle Labèque, Alexandre Tharaud, Radu Lupu Hélène Grimaud, Mauricio Vallina, Alexander Malofeev, Sviatoslav Richter, Zoltán Kocsis, Vlado Perlemuter, Nicholas Angelich, Grigory Sokolov, Fanny Azzuro, Daniil Trifonov et  Vikingur Olafsson ont participé à la renommée du Festival.  

### Ensembles en Résidence
Depuis 1982, le Festival est une pépinière d’artistes et il reçoit en résidence de jeunes ensembles (duos, trios, quatuors...) qui bénéficient pendant quelques jours de « Classes de Maîtres », tout en se produisant dans des villages des environs. En proposant des Master Classes publiques, le Festival a pour ambition de promouvoir une nouvelle génération d’artistes, et pour vocation de permettre aux étudiants invités en résidence chaque année de côtoyer des professionnels et de bénéficier de leur expérience. Parmi ces maîtres : Émmanuel Strosser, Claire Désert, Christian Ivaldi ou encore Vincent Coq, ce dernier ayant qualifié les master classes de "laboratoire de la transmission".

### Formations
Le Festival place systématiquement le piano et par extension le clavier au centre de chaque représentation. Ainsi, le Festival organise des récitals de piano, de clavecin, d’orgue, de piano-forte ou de clavicorde. Régulièrement, d'autres instrumentistes rejoignent la scène, en formation d'orchestre comme le Concerto Köln, le Sinfonia Varsovia. Des formations en chambre sont aussi invitées : Gautier et Renaud Capuçon, Trio Wanderer, Orchestre de chambre de Paris. Ponctuellement, le Festival accueille aussi des ensembles baroques et des groupes de jazz.

## Lieux des représentations
Outre le Parc du Château de Florans, le Festival produit de nombreux concerts dans diverses scènes des villes et villages des Bouches-du-Rhône et de Vaucluse. 

### L’Auditorium du Parc du Château de Florans
C’est grâce au Parc du Château de Florans, ses allées de platanes et ses rangées de séquoias centenaires que le Festival a construit son identité si singulière. Lors des récitals notamment, le pianiste est accompagné du chant des oiseaux  et des cigales. Ainsi Béatrice Rana, pianiste professionnelle qui s’est produite cinq fois à La Roque d’Anthéron, parle d’une "interaction constante entre les cigales et l’artiste, d’une connexion entre la musique et la nature".
L’Auditorium est le lieu originel, emblématique du Festival, il est situé dans une clairière aménagée dans un bosquet du Parc. Dès 1982, une conque acoustique  y est installée, pour permettre une diffusion optimale des ondes sonores et pour donner aux concerts un caractère particulier.  En 1984, des gradins de 1 400 places sont aménagés pour accueillir plus de public puis, en 1987, une nouvelle conque acoustique est construite pour que le Festival s’ouvre aux orchestres philharmoniques. Au fil de années, les gradins vont se multiplier et devenir plus larges et confortables. Une dernière conque est finalement installée en 2007, mesurant 28 mètres de large et 14 mètres de haut. Chaque année, 122 panneaux y sont montés et donnent à la scène une qualité acoustique digne des plus grands auditoriums. 

### Abbaye de Silvacane
C’est une abbaye cistercienne située à La Roque d’Anthéron. Dans le cloître ou la nef de l'abbaye se déroulent principalement des récitals de piano et de clavecin avec un style musical majoritairement baroque. 

### Les carrières deRognes
Depuis 1993, les anciennes carrières de Rognes se transforment régulièrement en espace musical. Dans le cadre du Festival, il est possible d’assister à des concerts de Jazz. De grands noms de ce courant s’y sont illustrés, tels que Keith Jarrett, Chick Corea, Herbie Hancock, le Monty Alexander Trio ou encore Bojan Z. Des concerts de musiques actuelles et électroniques y sont aussi donnés périodiquement. Laurent Garnier s’y est ainsi produit en 2007, accompagné au piano de Benjamin Rippert, dans le cadre de son spectacle cinemix. 

### Sur les routes de Provence
Elle consiste en une série de concerts gratuits donnés par les Ensembles en Résidence,. Ceux-ci sont programmés dans différents villages des Bouches-du-Rhône tels que Lambesc, Manosque, Mollégès, Saint-Rémy-de-Provence et bien d'autres. Auparavant, elle était nommée «La route de la Durance aux Alpilles».

### Autres lieux
Chaque année, le Festival se produit dans plusieurs autres lieux de la région. Parmi ces lieux : le Temple protestant de Lourmarin, le Château-Bas à Mimet, le Musée Granet, le Grand Théâtre de Provence ou encore le Théâtre des terrasses de Gordes. 
Pour les concerts d'orgue, le Festival investit diverses paroisses, parmi elles : la Cathédrale Saint Sauveur à Aix-en-Provence, l'Église de Notre-Dame de Beaulieu à Cucuron, l'Église Notre Dame de l'Annonciation à La Roque d’Anthéron, l'Église Notre-Dame de l'Assomption à Lambesc.